# Rudi Supek
Rudi Supek (* 8. April 1913 in Zagreb; † 2. Januar 1993 ebenda) war ein jugoslawischer Kommunist, Häftling im KZ Buchenwald, Widerstandskämpfer gegen den Nationalsozialismus und Soziologe.

## Leben
Rudi Supek studierte Philosophie an der Universität Zagreb und Psychologie in Paris. Nach dem deutschen Einmarsch in Frankreich wurde er von 1942 bis 1944 im Lager Compiègne interniert und anschließend in das Konzentrationslager Buchenwald verschleppt, wo er am Widerstand als Mitglied des Internationalen Lagerkomitees (ILK) mitarbeitete und den Schwur von Buchenwald ablegte. Nach der Befreiung des KZ Buchenwald durch die 3. US-Armee wurde er Mitglied in der Kommunistischen Partei Jugoslawiens und setzte sein Studium an der Sorbonne fort, wo er 1952 promovierte. An der Universität Zagreb wurde er zunächst Professor für Psychologie, ab 1963 am von ihm gegründeten Institut für Soziologie an der Universität Zagreb.
Er war Chefredakteur der in den Jahren 1952 bis 1954 erschienenen Zeitschrift Pogledi (Ansichten); 1964 gründete er mit anderen Professoren der Universität Zagreb die Zeitschrift Praxis und organisierte die Sommerschule der Praxis-Gruppe.
Nach seinem Tod wurde er auf dem Mirogoj-Friedhof in Zagreb beigesetzt.

## Werke
- Egzistencijalizam i dekadencija, 1951 (= Existenzialismus und Dekadenz)
- Umjetnost i psihologija, 1958 (= Kunst und Psychologie)
- Ispitivanje javnog mnjenja, 1961 (= Die Erforschung der öffentlichen Meinung)
- Herbert Spencer i biologizam u sociologiji, 1965 (= Herbert Spencer und der Biologismus in der Soziologie)
- Sociologija i socijalizam, 1966 (deutsche Ausgabe: Soziologie und Sozialismus, 1970)
- Selbstverwaltung in der sozialistischen Gesellschaft, in: Sozialismus in Europa, hrsg. v. J. Varga, 1967
- Die Dialektik der gesellschaftlichen Praxis, in: Revolutionäre Praxis, hrsg. v. Gajo Petrović, 1969
- Humanistička inteligencija i politika, 1971 (= Humanistische Intelligenz und Politik)
- Die Produktionsgemeinschaft im Wandel, in: Jugoslawien denkt anders, hrsg. v. Rudi Supek u. Branko Bošnjak, 1971 (ISBN 3-203-50242-2)